# 佐藤奏美
佐藤 奏美（さとう かなみ、7月16日 - ）は、日本の女性声優。岩手県出身。

## 人物
声優になろうとしたきっかけは小学生の頃、ラジオっ子であり、声だけの世界の魅力に熱中していたからである。
以前はアイムエンタープライズ、アクロス エンタテインメントに所属していた。
趣味・特技はソフトボール、油絵。
ジューCいろどりラムネ・落雁・マカロンが好きである。

## 出演
太字はメインキャラクター。

### テレビアニメ
2009年
- あにゃまる探偵 キルミンずぅ（松村）
- バスカッシュ!（アナウンサー）

2010年
- FAIRY TAIL（2010年 - 2016年、ルル、ジェミニ、ベルエトキア、アチェート、母ピスケス、ミリン 他）- 2シリーズ

2011年
- うたの☆プリンスさまっ♪ マジLOVEシリーズ（2011年 - 2013年、アヤノ、病院内アナウンス、アナウンサー、レン〈少年〉 他）- 2シリーズ
- 元気!!江古田ちゃん（トラウマ猛禽、女子高生C）
- 聖痕のクェイサーII（女生徒Y）
- 世界一初恋（来賓）
- だぶるじぇい（長宗我部彩）
- ぬらりひょんの孫 千年魔京（妖怪女）

2012年
- カンピオーネ! 〜まつろわぬ神々と神殺しの魔王〜（カレン・ヤンクロフスキ）
- K（2012年 - 2015年、因幡澄香、女の子）- 2シリーズ
- 恋と選挙とチョコレート（花嫁、女子生徒B）
- 戦国コレクション（二川）
- ちいさなおじさん（ゆきちん）
- テルマエ・ロマエ（射的客2、子供）
- ゆるめいつ 3でぃ（ゆるめの母）
- リコーダーとランドセル レ♪（あつしの母）

2013年
- 惡の華
- アラタカンガタリ〜革神語〜（女子高生、使用人）
- 幻影ヲ駆ケル太陽（看護師）
- サムライフラメンコ（2013年 - 2014年、女性A、碧の義理姉）
- ログ・ホライズン（2013年 - 2014年、アシュリン、リコピン、浮世）- 2シリーズ
- 私がモテないのはどう考えてもお前らが悪い!（ファーストフード店員、カップル学生〈女〉、女子中学生、大松、プリ姫音声、喪魔女）

2014年
- アカメが斬る!（アリア）
- ガールフレンド（仮）（アナウンサー）
- スペース☆ダンディ（ブービーズガール、キャンディ、レースクイーン、アルマジ子、陪審員ダマウン 他）
- 世界征服〜謀略のズヴィズダー〜（OL）
- デート・ア・ライブII（岡峰美紀恵、CA）
- ドラえもん（テレビ朝日版第2期）（2014年 - 2016年、女の子、お母さん、ピッチャー）
- ナンダカベロニカ（みらい、ポックル、息子の母）
- ノラガミ（2014年 - 2015年、紝巴、女性職員、被害者の母）- 2シリーズ
- ハイキュー!!（2014年 - 2016年、烏野女子B、アヤ、女生徒）- 3シリーズ
- 幕末Rock（マネージャー）
- ブラック・ブレット（合成音声）
- 鬼灯の冷徹（2014年 - 2017年、唐瓜の姉貴、トラジマビキニの女の子、照大神の侍女、甜瓜、鞠、五官王 他） - 2シリーズ
- 魔法少女大戦（女の子、秋保美里）

2015年
- 俺物語!!（ゆずは）
- Dance with Devils（ケーキ屋の店員、立華マルタ）
- デュラララ!!×2 転（女性、女性アナウンサー）
- 忍たま乱太郎（夢の中の食べ物、髪結いの客）
- ぱんきす!2次元（モデル/ゆるふわ、ドレシー、マーキー、畜産A子）
- ユリ熊嵐（世界史の女性教師、生徒1、クマ母3、仲間2）
- ローリング☆ガールズ（すみれ、椎名）
- ワンパンマン（ヒーロー協会職員、緊急放送、ヒーロー協会特別審査委員、アナウンサー）

2016年
- 新あたしンち（中学生女子A、ギャルB）
- それいけ!アンパンマン（レモンちゃん〈6代目〉、なきうなぎの子供）
- 91Days（エレナ）
- B-PROJECT〜鼓動*アンビシャス〜（若女将）

2017年
- SUPER LOVERS 2（山本）
- ひなこのーと（ひな子の母）

### 劇場アニメ
2013年
- ハル（メガネ君、猫娘）

2015年
- ガールズ&パンツァー 劇場版（アリーナ）
- クレヨンしんちゃん オラの引越し物語 サボテン大襲撃（チワワ）
- 劇場版デート・ア・ライブ 万由里ジャッジメント（岡峰美紀恵）
- 映画ドラえもん のび太の宇宙英雄記（子どもB）

2016年
- クレヨンしんちゃん 爆睡!ユメミーワールド大突撃（園児B）
- それいけ!アンパンマン おもちゃの星のナンダとルンダ（子供）
- ポッピンQ（大道佳織）
- 君の名は。

### OVA
2012年
- 乃木坂春香のひみつ ふぃな〜れ♪（女子生徒）
- 純情ロマンチカ - コミックス第16巻プレミアムアニメDVD付き限定版

2013年
- 一撃殺虫!!ホイホイさん LEGACY（コンバットさん） - 単行本1巻のアニメDVD付き特装版
- ガールズ&パンツァー（アリーナ）
- FAIRY TAIL はじまりの朝（老女）

2014年
- この男子、石化に悩んでます。（竹原、校内放送の声）
- 無邪気の楽園（サヨ） - コミックス第6巻 特典DVD

2015年
- 鬼灯の冷徹（鞠、エンジェル群青） - コミックス第17・18巻DVD付き限定版

2016年
- ノラガミ ARAGOTO（アナウンス） - コミックス第16巻限定版に付属

2018年
- ワンパンマン（イノ）- Blu-ray BOX & DVD BOX OVA #03「こじれすぎる忍者」

2021年
- ガールズ&パンツァー 最終章（アリーナ）

### Webアニメ
- アニメで分かる心療内科（2015年、女、キャバクラ嬢、女A、女医）

### ゲーム
2009年
- ウィザードリィ 囚われし魂の迷宮（シスターサマンサ）

2010年
- 魔法使いとご主人様 New Ground〜Wizard and the master〜（ルイーズ）

2011年
- アイドルをつくろう（袋小路ほたる）
- ウィローズ（朱雀）
- Original story from FAIRY TAIL 激突!カルディア大聖堂（ジェミニ）
- FAIRY TAIL PORTABLE GUILD 2（アバター女D）

2012年
- AKIBA'S TRIP PLUS（JKV）
- 恋と選挙とチョコレートPORTABLE（ブチ）
- 星葬ドラグニル（ジゼル）
- FAIRY TAIL ゼレフ覚醒（ジェミニ）
- リング☆ドリーム 女子プロレス大戦（一ノ瀬 栞、ロイド・ガッシュ）

2013年
- 禁断召喚!サモンマスター（アイリ）
- 幻獣姫（ガミジン）
- メタルマックス4 〜月光のディーヴァ〜（サーシャ）

2014年
- デート・ア・ライブ 或守インストール（岡峰美紀恵）

2015年
- 三国志ブレイブ（孫尚香）
- ソードアート・オンライン  コード・レジスタ（アネット）
- デート・ア・ライブ Twin Edition 凜緒リンカーネイション（岡峰美紀恵）

2016年
- クイズRPG 魔法使いと黒猫のウィズ(2016年 - 2019年、ピピア・ショトワ、日比谷まいみ）
- クロスワールド（真鍋優香）
- 幻獣契約クリプトラクト（アミティア）
- 征戦!エクスカリバー（夢女神モルフィ）
- 刻のイシュタリア（冥界の三姉妹ケルベロス、雅神アメノウズメ）
- ファントム オブ キル（ピサール）
- モン娘☆は〜れむ（ライム）

2017年
- かんぱに☆ガールズ（リウリル・ノレア）

2018年
- ガールズ&パンツァー ドリームタンクマッチ（アリーナ）

### ドラマCD
- うたの☆プリンスさまっ♪君に歌うラブソングアニメディア/声優アニメディア/オトメディア/3誌合同応募者全員サービス（少女）

### 吹き替え
- ウルフクリーク/猟奇殺人谷（2009年）
- ANISAVA（2016年、クロエ[27]）

### ナレーション
- メタルマックス4月光のティーヴァ[4]
- ワコール「fit for my life」[4]
- めちゃ×2イケてるッ!（WEB番宣用）[4]
- アニメTV[4]

### CM
- サトミちゃんちの8男子（里見サトミ[4]）

### 実写
- アニメTV（レポーター）

### インターネットテレビ
- 群雄の宴　LINE 三国志ブレイブ公式生放送（2015年12月17日[28]）
- 群雄の宴　LINE 三国志ブレイブ公式生放送 第2回（ニコニコ生放送：2016年3月24日[29])

### ラジオ
- 智一・美樹のラジオビッグバン（文化放送：2006年11月 - 2007年1月）※第6期BGP
- K of Radio【KR】（アニメイトTV：2012年11月9日、11月16日）※ゲスト
- METAL MAX RADIO（超A&G+：2013年10月2日 - 12月18日）[30]

ラジオドラマ
- 偉人アイドルプロジェクト歴sing♪
- 禁断召喚!サモンマスター（アイリ）
- VOMIC
  - 霊能力者 小田霧響子の嘘（ルミ）
  - ボクと魔女の時間（綴エンジ〈幼少時〉）
  - γ -ガンマ-（ケイコ[4]）
- イズモノキセキ（シンケー・2012年、NHKラジオ第1放送）
- METAL MAX Radio (超!A&G+)

### その他
- おにくだいすき!ゼウシくん（ゼウシくんのお母さん[31]）
- ときドキ時計（秋田広葉〈森ガール〉）
- ビキニパイ2（ライム）
- モーションコミック「ひるなかの流星」（猫田ゆゆか[4]）